# Božidar Pankretić
Božidar Pankretić (ur. 9 listopada 1964 w Gaju koło Vrbovca) – chorwacki polityk, inżynier rolnictwa i parlamentarzysta, wieloletni minister w różnych rządach, od 2009 do 2011 także wicepremier.

## Życiorys
Ukończył średnią szkołę ekonomiczną we Vrbovcu (1982). W 1988 uzyskał dyplom inżyniera rolnictwa na Uniwersytecie w Zagrzebiu, a dziesięć lat później tytuł zawodowy magistra. Na początku lat 90. brał udział w wojnie w Chorwacji.
Od 1998 do 1996 był zatrudniony w dziale zamówień przedsiębiorstwa PIK Vrbovec działającego w branży mięsnej. W 1992 został członkiem Chorwackiej Partii Chłopskiej. Stopniowo awansował w strukturze partyjnej, dochodząc do stanowiska wiceprezesa HSS. Został też przewodniczącym okręgowych struktur tego ugrupowania.
W 1996 objął urząd zastępcy prefekta Żupanii Zagrzebskiej. Rok później wszedł w skład izby żupanii chorwackiego parlamentu, stając się jej wiceprzewodniczącym. W wyborach w 2000, 2003 i 2007 był wybierany do przekształconego w jednoizbowy parlament Zgromadzenia Chorwackiego.
27 stycznia 2000 został ministrem rolnictwa i leśnictwa w koalicyjnym rządzie Ivicy Račana. 30 lipca 2002 objął tożsame stanowisko w drugim gabinecie tego premiera, które zajmował do 23 grudnia 2003. 12 stycznia 2008 powrócił na urząd rządowy, kiedy to Ivo Sanader powierzył mu resort rolnictwa, rybołówstwa i rozwoju wsi. 6 lipca 2009 został natomiast wicepremierem oraz ministrem rozwoju regionalnego, leśnictwa i zarządzania wodą w gabinecie Jadranki Kosor. Funkcję tę pełnił do 23 grudnia 2011, wcześniej w tym samym roku nie został wybrany do parlamentu krajowego.
Božidar Pankretić jest żonaty, ma dwie córki.